# Городоцький замок (Тернопільська область)
Городоцький замок — втрачена оборонна споруда в селі Городку Заліщицької громади Чортківського району Тернопільської области України.

## Історія
У селі Городку на Чортківщині був замок і міські укріплення. Вперше село згадується в 1453 році. На початку XV ст. містечко вже мало укріплення. 1600 року в замку була перебувала частина коронного війська, яке згодом вирушило у волоський похід Яна Замойського. Містечко із замком та укріпленнями можна побачити на карті Гійома Левассера де Боплана XVII ст. Замок із чотирма бастіонами також позначений на карті Фрідріха фон Міга. 1782 року без жодного зруйнованого бастіону. Твердиня також відома як «Шанці панни Марії».

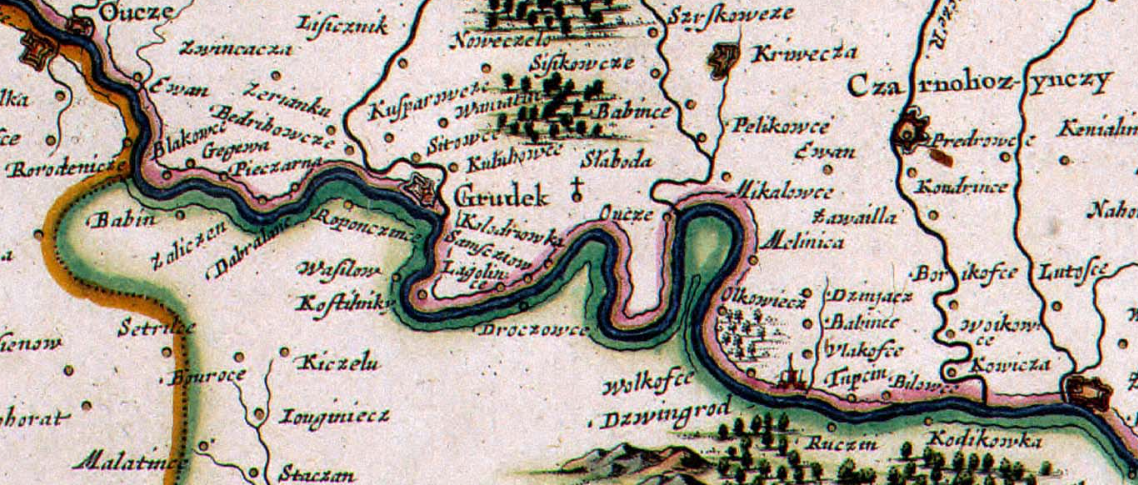
Городоцький замок на мапі Гійома де Боплана, XVII ст.